# نوشهر (أوجان الشرقي)
نوشهر (بالفارسية: نوشهر) هي منطقة سكنية تقع في إيران في قسم أوجان الشرقي الريفي. يقدر عدد سكانها بـ 314 نسمة .